# 1965 în informatică
- 1964 în informatică — 1965 în informatică — 1966 în informatică

1965 în informatică a însemnat o serie de evenimente noi notabile: